# Cantonul Kaysersberg
Cantonul Kaysersberg este un canton din arondismentul Colmar-Ribeauvillé, departamentul Haut-Rhin, regiunea Alsacia, Franța.

## Comune
- Ammerschwihr
- Beblenheim
- Bennwihr
- Ingersheim
- Katzenthal
- Kaysersberg (reședință)
- Kientzheim
- Mittelwihr
- Niedermorschwihr
- Riquewihr
- Sigolsheim
- Zellenberg